# Юстин II

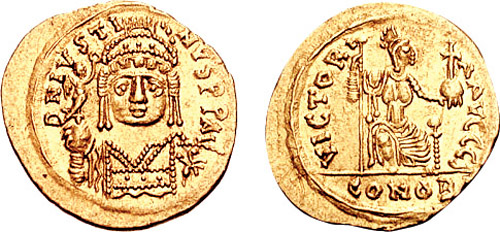
Солід Юстина II з портретом

Юсти́н II (Флавій Юстин Молодший Август, лат. Flavius Iustinus Iunior Augustus, грец. Ιουστίνος Β', бл. 520–578) — імператор Східної Римської імперії (565–578), племінник Юстиніана I і чоловік племінниці його дружини.

## Біографія
Відразу ж після приходу до влади усунув свого найближчого конкурента — Юстина, сина Германа. Потім робив заходи з підвищення своєї популярності. Попри важке становище скарбниці, пробачив нестачі. Потім розпорядився спалити всі розписки лихварів і відібрати у них всі застави. Намагався примирити православних з монофізитами, але марно. Припинив відкрите заступництво венетам (цирковій партії «зелених»). Проводив широке будівництво в Константинополі.
У зовнішніх справах Юстин не мав успіху. Якщо на Сході вдавалося утримувати персів загалом в колишніх межах, то на Заході велика частина завоювань Юстиніана була втрачена. Італія (окрім частини узбережжя) була захоплена лангобардами. Втрачено було багато міст в Іспанії та Північній Африці.
Останніми роками життя бездітний Юстин, хворий на психічну хворобу, за порадою дружини Елії Софії призначив співправителем і наступником воєначальника Тиберія Констянтина.